# Michael Friedrich Quade
Michael Friedrich Quade (* 28. Juli 1682 in Zachan in Hinterpommern; † 11. Juli 1757 in Stettin) war ein deutscher evangelischer Theologe und Pädagoge.

## Leben
Quade, Sohn des Pastors Michael Quade (1649–1729), erhielt seinen ersten Schulunterricht in einem Pfarrhaus in Stargard in Pommern. Als sein Lehrer, Daniel Hindersinn, 1693 Rektor einer Schule in Soldin wurde, ging er mit ihm und 1693 auch mit nach Stolp. 1687 kam er auf das Stargarder Gymnasium, bald danach aber auf das Köllnische Gymnasium in Berlin und dann auf das dortige Friedrichwerdersche Gymnasium. Ab dem Herbst 1700 studierte er Theologie an der Universität Wittenberg, ab September 1702 auch Philosophie an der Universität Greifswald. Hier wurde ihm von Johann Friedrich Mayer, dem Präsidenten und Prokanzler der Universität, eine Verwaltungsaufgabe in der Bibliothek angeboten, eine Stellung, die Quade anschließend sechs Jahre lang bekleidete.
Quade begleitete Mayer auf dessen Bildungsreisen nach Polen, Sachsen und Schweden und in andere Länder und konnte auf diesem Wege zahlreiche wissenschaftliche Kontakte knüpfen. Nachdem er am 24. Juni 1704 von der Philosophischen Fakultät zum Magister promoviert worden war, wurde Quade, der auch Gedichte verfasste, tags darauf von Mayer in dessen Funktion als kaiserlicher Hofpfalzgraf zum Poeten gekürt. Im Mai 1706 habilitierte Quade sich an der Philosophischen Fakultät mit der Schrift De viris statura parvis, eruditione maguis. Quade soll von kleinem körperlichen Wuchs gewesen sein. Am 31. August 1706 wurde ihm das theologische Baccalaureat erteilt. Im August 1708 eröffnete Quade an der Theologischen Fakultät Vorlesungen mit der Dissertation De Dionysio Areopagita scriptisque eidem oppositis. 1710 wurde er zum Adjunkten der Theologischen Fakultät ernannt.
Ende 1715 verließ Quade die Universität Greifswald und übernahm zum 1. Januar 1716 das Rektorat des Akademischen Gymnasiums Stettin, wo er gleichzeitig eine Professur für Philosophie und Stil erhielt. Der Titel seiner Antrittsrede lautete: De amico et individuo eruditionis iuxta ac pietatis nexu. In diesem Lehramt war er bis 1754 tätig. Rektor des Gymnanisums blieb er – als letzter ständiger Rektor – bis zu seinem Tod im Jahr 1757.
Quade wurde vor allem durch eine Streitschrift bekannt, mit der er sich an einer Fehde um die ‚Ehre Pommerns‘ beteiligte. Unter seinen Stettiner Schülern war unter anderem Ewald Friedrich von Hertzberg, der später unter Friedrich II. und Friedrich Wilhelm II. ein bedeutender preußischer Staatsmann wurde.

## Werke (Auswahl)
- Von der unschätzbaren Glückseligkeit der königlich-preußischen und kurbrandenburgschen Lande unter der Regierung Friedrich Wilhelms, Königs in Preußen, 1717.
- Prodromus vindiciarum gloriae et nominis Pomeranorum, i.e. Vorläufige Rettung der Ehren und des Namens Pommerscher Nation wider Herrn Magister Christian Schoettgens Altes und Neues Pommerland ..., 1721.